# Districte de Lima
Lima és un districte de la província de Lima al Perú. És el centre de negocis de la ciutat.
Aquest districte és el més vell a Lima i com a tal, conserva vestigis de la ciutat colonial. El Centre històric de Lima, va ser declarat Patrimoni de la Humanitat el 1988.
Actualment, l'alcalde del districte de Lima és Jorge Muñoz Wells.

## Geografia
El districte té una superfície de 21,98 km². El seu centre administratiu està situat a 154 metres sobre el nivell del mar.

### Límits
- Cap al nord: El Riu Rímac marca la frontera del districte amb els de San Martín de Porres i Rímac.
- A l'est: El Agustino
- Cap al sud: La Victoria, Lince, Jesús María, Breña i Pueblo Libre.
- Cap a l'oest: San Miguel; i els districtes de la regió del Callao de Bellavista, Callao i Carmen de la Legua Reynoso.

## Demografia
Segons una estimació de 2005 de l'INEI, el districte té 278.804 habitants i una densitat de població de 15.736,9 persones/km². El 1999, hi havia 75595 cases al districte.
revisar text

## Barris
Distrito de Lima 1.png|miniatura|esquerra|mapa_localitzador a detallat del districte]
és limitat per l'avinguda Alfonso Ugarte a l'oest i el Jirón Huánuco (Carrer Huánuco) a l'est. Es divideix en Oest i Est pel Jirón (carrer) de la Unión on les cuadras (illes) són numerades començant pel 100 i canviant els primers números al següent bloc. A diferència de la Cinquena Avinguda de Nova York, el Jirón de la Unión no és asfaltat, és un carrer de vianants per comprar; les vies principals per a vehicles són l'avinguda Tacna a l'oest i l'avinguda Abancay a l'est. Les dues estan separats del Jirón de la Unión per 4 blocs. La Plaza de Armas  és la plaça principal, situada al bloc 2 del Jirón de la Unión, amb el palau de govern peruà i l'edifici de la Municipalidad Metropolitana de Lima (Ajuntament).
A l'est del centre es troba Barrios Altos. Aquí hi ha els més vells, tot i que menys estables, edificis de Lima. També dos cementiris, El Angel i Presbítero Maestro, a la frontera oriental amb El Agustino. Restes de la muralla colonial s'hi poden veure.
Al sud de la part Oest es troba Santa Beatriz , que conté edificis residencials i el  Parque de la Reserva . Santa Beatriz és localment famós perquè s'hi ubiquen els edificis de la xarxa de TV estatal (canal 7), i la de dues televisions privades, Televisión de América (canal 4) i Televisión Panamericana (canal 5). La seva via principal és l'Avinguda Arequipa, un bulevard amb arbres de totes les mides. A Santa Beatriz trobem també l'estadi de futbol, el Estadio Nacional.
A l'oest del centre hi ha una Àrea Industrial que s'estén a la regió veïna del Callao, i on trobem les seus de les indústries principals del país.
A les seves fronteres del nord i del sud, hi ha zones residencials, especialment en la zona del sud que fa frontera amb Pueblo Libre, San Miguel i Bellavista